# Lissochlora daniloi
Lissochlora daniloi är en fjärilsart som beskrevs av Linda M. Pitkin 1993. Lissochlora daniloi ingår i släktet Lissochlora och familjen mätare. Inga underarter finns listade i Catalogue of Life.